# Dicranomyia pernigrita
Dicranomyia pernigrita är en tvåvingeart som först beskrevs av Alexander 1965.  Dicranomyia pernigrita ingår i släktet Dicranomyia och familjen småharkrankar. Inga underarter finns listade i Catalogue of Life.